# Simfonia núm. 4 (Beethoven)
La Simfonia núm. 4 en si bemoll major, op. 60, fou composta per Ludwig van Beethoven el 1806, en una etapa tranquil·la de la seva vida. Va ser dedicada al comte Franz von Oppersdorff.
Alguns diuen que les simfonies de nombre senar de Beethoven són majestuoses, mentre que les parelles són tranquil·les. Aquest és el cas especial de la Simfonia núm. 4, que contrasta amb la immensitat de la Tercera i la tràgica Cinquena. Robert Schumann va dir que aquesta obra era «una esvelta donzella grega entre dues deesses del nord».
El comte Franz von Oppersdorff era parent del patró de Beethoven, el príncep Lichnowsky. Quan la cort va viatjar a la Casa d'Estiu de Lichnowsky, el comte va concertar una trobada per conèixer Beethoven, que també havia pres unes vacances amb el seu amic. Von Oppersdorff va escoltar la Segona Simfonia i li va agradar tant que li va oferir una bona quantitat de diners perquè li compongués una nova simfonia per a ell. Beethoven va començar a treballar, usant la manera alegre de la seva Segona Simfonia. La dedicatòria va ser feta al «noble silesià comte Franz von Oppersdorf».

## Estructura
Té quatre moviments:
1. Adagio - Allegro vivace. El primer moviment té la forma sonata. La part de l'adagio, que serveix com a introducció, crea una atmosfera misteriosa i reservada. Tanmateix, una vegada que comença l'allegro vivace, tot es transforma ràpidament en vivor i alegria. El moviment és molt rítmic, i en la recapitulació abreujada el moviment acaba amb una florida coda.
2. Adagio. El segon moviment té també la forma sonata. La melodia tranquil·la i bonica dona una atmosfera lírica a tot el moviment, en un clima elegant i sublim. La melodia apareix a la secció dels violins primers, mentre que el segon tema apareix en els clarinets.
3. Allegro molto e vivace - Trio. Un poco meno allegro. És un scherzo. El moviment és divertit, lliure i enèrgic.
4. Allegro ma non troppo. Té la forma sonata. Amb un tempo ràpid, aquest moviment porta la celebració i l'atmosfera alegre a un nivell elevat. La vivor i la felicitat extrema continua fins a la coda final.